# Dąbrowice (gromada)
Dąbrowice – dawna gromada, czyli najmniejsza jednostka podziału terytorialnego Polskiej Rzeczypospolitej Ludowej w latach 1954–1972.
Gromady, z gromadzkimi radami narodowymi (GRN) jako organami władzy najniższego stopnia na wsi, funkcjonowały od reformy reorganizującej administrację wiejską przeprowadzonej jesienią 1954 do momentu ich zniesienia z dniem 1 stycznia 1973, tym samym wypierając organizację gminną w latach 1954–1972.
Gromadę Dąbrowice siedzibą GRN w Dąbrowicach utworzono – jako jedną z 8759 gromad na obszarze Polski – w powiecie kutnowskim w woj. łódzkim, na mocy uchwały nr 30/54 WRN w Łodzi z dnia 4 października 1954. W skład jednostki weszły obszary dotychczasowych gromad Augustopol, Dąbrowice, Mariopol, Liliopol i Żakowiec ze zniesionej gminy Dąbrowice w tymże powiecie. Dla gromady ustalono 25 członków gromadzkiej rady narodowej.
31 grudnia 1959 do gromady Dąbrowice przyłączono wieś Baby, kolonię Baby-Towarzystwo, wieś i parcelę Ostrówki, wieś Iwiny i wieś Zgórze ze zniesionej gromady Zgórze.
Gromada przetrwała do końca 1972 roku, czyli do kolejnej reformy gminnej. 1 stycznia 1973 w powiecie kutnowskim reaktywowano gminę Dąbrowice.